# Cirolana tuberculosa
Cirolana tuberculosa är en kräftdjursart som beskrevs av Bruce 1986. Cirolana tuberculosa ingår i släktet Cirolana och familjen Cirolanidae. Inga underarter finns listade i Catalogue of Life.